# 야마구치 세이야
야마구치 세이야(일본어: 山口 聖矢, 1993년 9월 2일~)는 일본의 축구 선수이다.

## 구단 경력
그는 2016년 일본 지역 리그의 Saurcos Fukui에 입단했다. 2017년 J3리그의 SC 사가미하라로 이적했다. 2018년후 현역 은퇴.